# Mylène de Zoete
Mylène de Zoete (Naaldwijk, 3 de enero de 1999) es una deportista neerlandesa que compite en ciclismo en las modalidades de pista y ruta. Ganó una medalla de bronce en el Campeonato Europeo de Ciclismo en Pista de 2022, en la prueba de eliminación.

## Medallero internacional
| Campeonato Europeo | Campeonato Europeo | Campeonato Europeo | Campeonato Europeo |
| Año                | Lugar              | Medalla            | Competición        |
| ------------------ | ------------------ | ------------------ | ------------------ |
| 2022               | Múnich ( Alemania) | Medalla de bronce  | Eliminación        |

## Palmarés
2023
- 1 etapa del Tour de la Isla de Chongming

2024
- 1 etapa del Tour de la Isla de Chongming